# El Pig
El Pig är en ort i Mexiko.   Den ligger i kommunen Zinacantán och delstaten Chiapas, i den sydöstra delen av landet, 700 km öster om huvudstaden Mexico City. El Pig ligger 2 484 meter över havet och antalet invånare är 516.
Terrängen runt El Pig är kuperad åt nordost, men åt sydväst är den bergig. El Pig ligger uppe på en höjd. Runt El Pig är det ganska tätbefolkat, med 54 invånare per kvadratkilometer. Närmaste större samhälle är San Cristóbal de las Casas, 13,1 km öster om El Pig. I omgivningarna runt El Pig växer huvudsakligen savannskog.